# Liste der größten in Nordsee, Skagerrak und Kattegat mündenden Flüsse
| Die größten in Nordsee, Skagerrak und Kattegat mündenden Flüsse | Die größten in Nordsee, Skagerrak und Kattegat mündenden Flüsse | Die größten in Nordsee, Skagerrak und Kattegat mündenden Flüsse | Die größten in Nordsee, Skagerrak und Kattegat mündenden Flüsse | Die größten in Nordsee, Skagerrak und Kattegat mündenden Flüsse                                                              | Die größten in Nordsee, Skagerrak und Kattegat mündenden Flüsse                                                                                                |
| --------------------------------------------------------------- | --------------------------------------------------------------- | --------------------------------------------------------------- | --------------------------------------------------------------- | --- | --- |
| Name                                                            | Mittlerer Abfluss                                               | Länge                                                           | Einzugsgebiet                                                   | Staaten | Flussweg |
| Rhein                                                           | 2900 m³/s (Delta) 2300 m³/s (D/NL Grenze)                       | 1.238,8 km (mit Hinterrhein) 1240 km (mit Vorderrhein)          | 185.300 km² (mit Maas 218.300 km²)                              | Schweiz (Quellen), Liechtenstein, Österreich, Deutschland, Frankreich, Niederlande, Luxemburg (Mosel), Italien (Reno di Lei) | wasserreichster: Aare → Rhein längster: Rein da Medel → Vorderrhein (zus. = 74 km)→ Rhein                                                                      |
| Elbe                                                            | 870 m³/s                                                        | 1.094 km (nominell) 1245 km (hydrologisch)                      | 148.268 km²                                                     | Tschechien (Quellen), Deutschland, Österreich (Lainsitz), Polen (Wilde Adler und kleinere Zuflüsse)                          | über wasserreicheren und längeren Nebenfluss Moldau |
| Glomma                                                          | 698 m³/s                                                        | 601 km                                                          | 41.917 km²                                                      | Norwegen, Schweden (Zuflüsse)                                                                                                | Glomma → See Aursunden → Glomma → Skagerrak |
| Götaälv                                                         | 575 m³/s                                                        | 93 km (nominell) 753 km (hydrologisch)                          | 50.229,3 km²                                                    | Schweden, Norwegen (Trysilelva)                                                                                              | Røa → See Femund → Trysilelva → Klarälv → See Vänern → Götaälv → Kattegat                                                                                      |
| Weser                                                           | 383 m³/s                                                        | 451,4 km (nominell) 751 km (mit Werra)                          | 45.809 km²                                                      | Deutschland | aus Vereinigung von Werra (länger) und Fulda (wasserreicher)                                                                                                   |
| Maas                                                            | 357 m³/s                                                        | 874 km                                                          | 33.000 km²                                                      | Frankreich (Quelle), Belgien, Niederlande, Luxemburg (Chiers), Deutschland (Rur, Schwalm, Niers)                             | bis zur Mündung in den südlichen Hauptarm des Rheins (war von 1904 bis 1970 eigenständiger Strom zur Nordsee)                                                  |
| Drammenselva                                                    | 314 m³/s                                                        | 48 km (nominell) 301 km (Flusssystem)                           | 17.110 km²                                                      | Norwegen | … → Vangsmjøsi → Slidrefjord → Strondafjord → Aurdalsfjord → Sperillen → Ådalselva → Randselva → Storelva (zus. 213 km) → Tyrifjord → Drammenselva → Oslofjord |
| Humber (Ästuar)                                                 | 250 m³/s (ohne Tiden)                                           | 62 km (nominell) 359 km (mit Trent)                             | 24.240 km²                                                      | England | gemeinsame Mündung von Trent und Ouse (s. u.) |
| Tay                                                             | 170 m³/s                                                        | 193 km                                                          | 6.216 km²                                                       | Schottland | Tay → Ästuar Firth of Tay (in den Zahlen mit eingeschlossen)                                                                                                   |
| Otra                                                            | 150 m³/s                                                        | 245 km                                                          | 3.740 km²                                                       | Norwegen | → Skagerrak |
| Sira                                                            | 130 m³/s                                                        | 152 km                                                          | 1.902 km²                                                       | Norwegen | |
| Schelde                                                         | 127 m³/s                                                        | 360 km                                                          | 21.863 km²                                                      | Frankreich (Quelle), Belgien, Niederlande (Mündung)                                                                          | |
| Ems                                                             | 125 m³/s                                                        | 371 km                                                          | 13.160 km²                                                      | Deutschland, Niederlande (Ästuar)                                                                                            | |
| Forth                                                           | 112 m³/s                                                        | 47 km (nominell) 55 km (hydrologisch)                           | 1.029 km²                                                       | Schottland | → Firth of Forth |
| Numedalslågen                                                   | 111 m³/s                                                        | 352 km                                                          | 5.554 km²                                                       | Norwegen | → Skagerrak |
| Trent                                                           | 99 m³/s                                                         | 297 km                                                          | 10.452 km²                                                      | England | → Humber (s. o.) |
| Tweed                                                           | 85 m³/s                                                         | 156 km                                                          | 1.080 km²                                                       | Schottland (Quelle), England                                                                                                 | |
| Lagan                                                           | 82 m³/s                                                         | 244 km                                                          | 6.451,8 km²                                                     | Schweden | → Kattegat |
| Themse                                                          | 65,8 m³/s                                                       | 346 km                                                          | 12.935 km²                                                      | England | |
| Spey                                                            | 64 m³/s                                                         | 173 km                                                          | 3.008 km²                                                       | Schottland | → Moray Firth |
| Ätran                                                           | 52,5 m³/s                                                       | 243 km                                                          | 3.342,2 km²                                                     | Schweden | → Kattegat |
| Tyne                                                            | 44,6 m³/s                                                       | 321,4 km                                                        | 2.200 km²                                                       | England | |
| River Ouse (The Humber)                                         | 44 m³/s                                                         | 208 km (mit Ure)                                                | 3.315 km²                                                       | England | Ure → Ouse → Humber (s. o.) |
| Nissan                                                          | 41 m³/s                                                         | 200 km                                                          | 2.685,7 km²                                                     | Schweden | → Kattegat |
| Skjern Å                                                        | 36,6 m³/s                                                       | 94 km                                                           | 2.100 km²                                                       | Dänemark | → Ringkøbing Fjord (eine Lagune) |
| Great Ouse                                                      | 35 m³/s                                                         | 270 km                                                          | 8.530 km²                                                       | England | → The Wash |
| Gudenå                                                          | 32,4 m³/s                                                       | 149 km                                                          | 2.643 km²                                                       | Dänemark | → Kattegat |

1. ↑  Archivierte Kopie (Memento vom 29. April 2014 im Internet Archive)
2. ↑  Archivierte Kopie (Memento vom 29. April 2014 im Internet Archive)
3. 1 2  Miljø og Energiministeriet: Afstrømningsforhold i danske vandløb (2000), S. 16